# Giuseppe Visco Gilardi

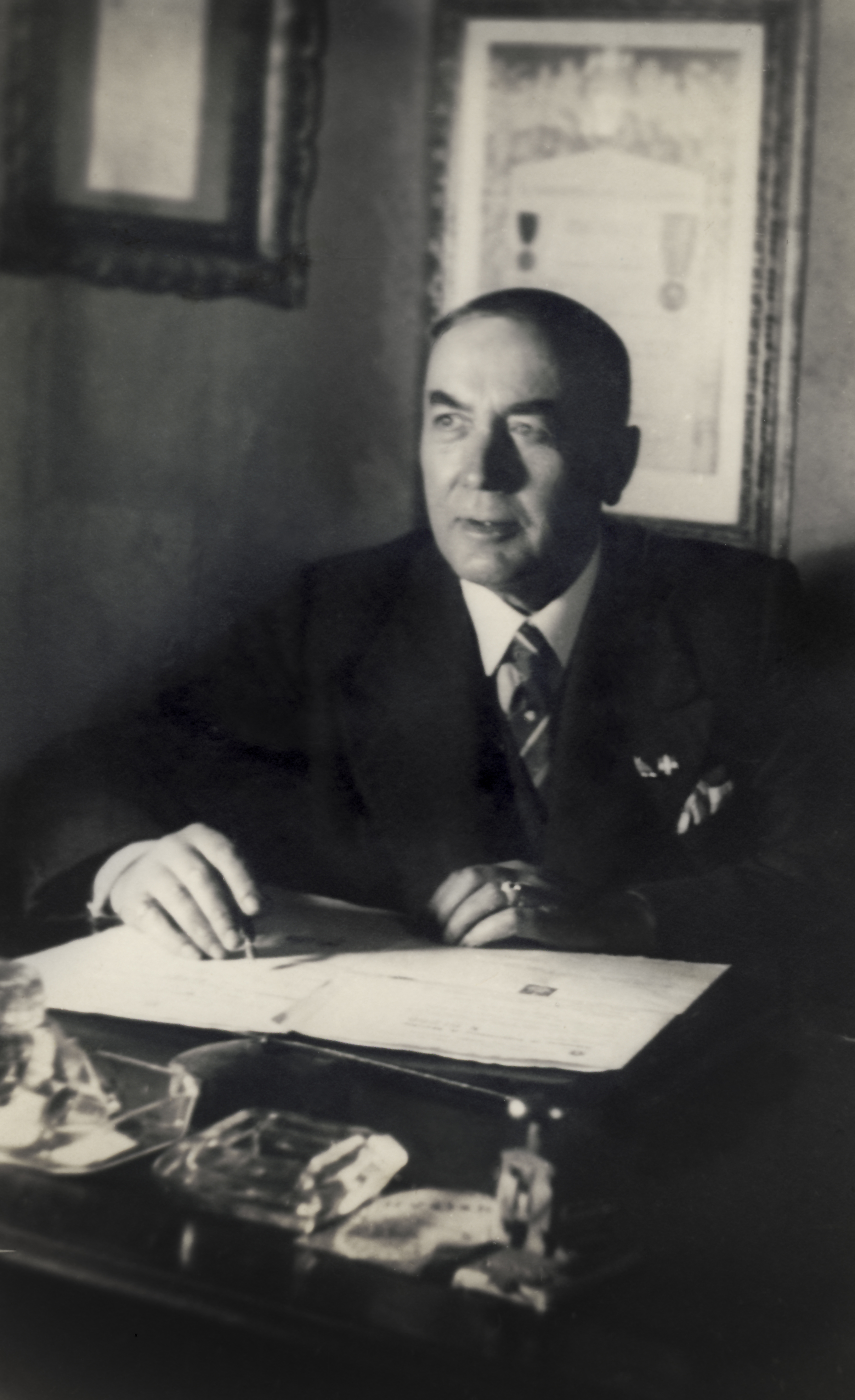
Giuseppe Visco Gilardi

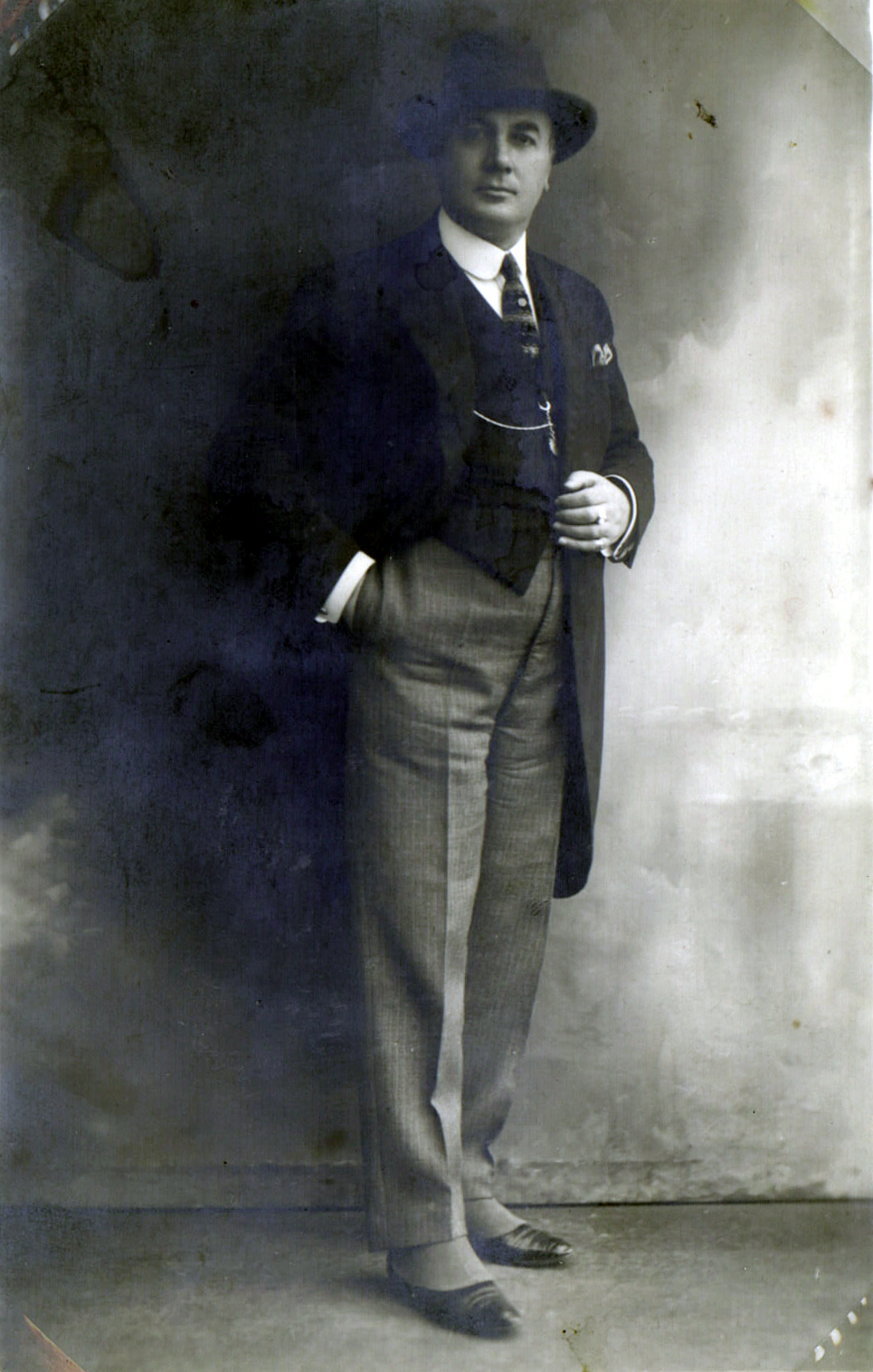
Giuseppe Visco Gilardi

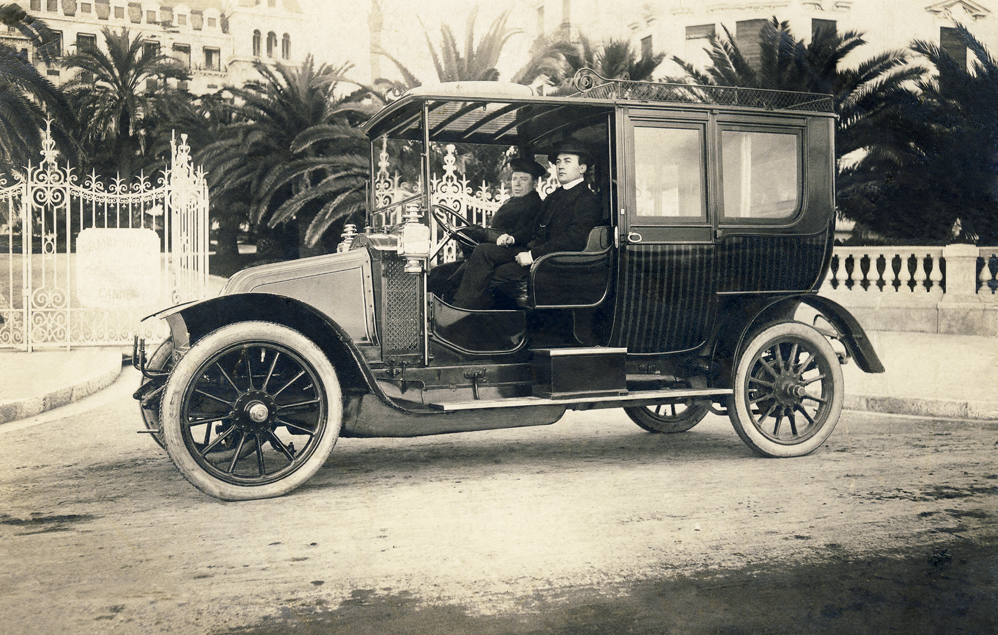
Giuseppe Visco Gilardi a Cannes

Copertina del libro Il detective Visco Gilardi

Giuseppe Visco Gilardi (Verona, 23 marzo 1876 – Milano, 27 maggio 1948) è stato un investigatore italiano, nonché fondatore di una delle prime agenzie.
(Tratto da “Il Detective Visco-Gilardi” di E. Jotti)

## Biografia
Milanese, fu pioniere delle investigazioni private in Italia, e del moderno detectivage, di lui e delle sue imprese degli anni '20 e '30 del secolo scorso si ebbe ampio riscontro nelle cronache giornalistiche dell'epoca..Amava definirsi "il primo" tra gli investigatori privati in Italia, paese in trasformazione da società rurale ad industriale, dove negli anni venti tale professione andava affermandosi.
Altri paesi, già da decenni conoscevano la figura del '"detective privato", ma la novità effettiva era rappresentata dal passaggio da attività individuale ad agenzia privata, cioè ad una struttura articolata e legalmente riconosciuta.
Nei primi anni del XX secolo, si arruolò nell'arma dei Carabinieri, a Maddaloni in provincia di Caserta, dove conobbe la moglie che sposò nel 1903, ma nonostante i primi grandi successi personali decise di lasciare l'Italia e l'Arma per recarsi in Inghilterra: “ben presto ebbe ad accorgersi essere per lui troppo angusta detta carriera...”

### Periodo londinese
Durante il suo soggiorno londinese (1904-1910), ebbe continui rapporti lavorativi con sir Anthony Hope Hawkins, autore del romanzo “Il Prigioniero di Zenda”.
Fece parte dell'entourage di Sir Hope e visse con la famiglia di questi presso il n. 41 di Bedford Square.
Sia sir Hope che Visco Gilardi svolsero delicate attività di Intelligence durante la prima guerra mondiale per le quali Hope fu nominato sir nel 1918.
I loro rapporti di collaborazione ed amicizia continuarono negli anni.

### Periodo newyorkese
Tra il 1911 ed il 1912 Giuseppe Visco Gilardi soggiornò a New York, dove si diplomò in scienze psichiche (la facoltà di psicologia di allora), presso il New York Institute of Science di Rochester..

### Anni precedenti al conflitto
Negli anni precedenti al conflitto mondiale, Giuseppe Visco Gilardi si esibì come “ipnotizzatore” ed “illusionista”.
Affinò tali abilità a tal punto, che numerose furono le occasioni nelle quali il Visco Gilardi soggiogò criminali ricorrendo a tali tecniche psichiche..

### Prima guerra mondiale
Durante la prima guerra mondiale, Giuseppe Visco Gilardi, venne richiamato nell'Arma, dapprima  con il grado di brigadiere ed in seguito (1918), con il grado di maresciallo.
Grazie alle esperienze maturate e per sfruttare a pieno le sue abilità, operò un oculato e paziente lavoro di controspionaggio in collaborazione con la missione militare inglese, grazie alla quale apprese i primi preziosi rudimenti di intelligence.

### Post guerra
Dopo la guerra, Giuseppe Visco Gilardi iniziò l'attività di detective privato, dove ben presto entrò in competizione con una “folla di falsi e spregiudicati detectives”.
In obbligo alla normativa del 1919 che imponeva la licenza per i titolari di agenzie investigative, nel 1920 Giuseppe Visco Gilardi fondò la Vigilar Investigazioni, VI-GILAR (alla quale diede il suo nome: VI-sco GILAR-di), agenzia di investigazioni private che in pochi anni divenne una delle più importanti agenzie su territorio nazionale.
Successivamente fondò il Police Club, organizzazione  di chiara ispirazione anglosassone, che mirava a divenire la prima associazione di detective privati su territorio nazionale, prima associazione di questo genere in Italia.
A causa della creazione del Police Club, Visco Gilardi subì un processo, che lo costrinse a chiudere l'associazione, ma che lo vide anche assolto con formula piena..